# Kruszów (gmina)
Kruszów (od 1973 Tuszyn) – dawna gmina wiejska istniejąca w latach 1925–1954 w woj. łódzkim. Siedzibą władz gminy był Kruszów.
Była to najdalej na południe wysunięta gmina powiatu. Charakterystczną cechą było położenie na jej obszarze eksklawy miasta Tuszyna z miejscowością Niedas.

## Historia
Gmina Kruszów powstała 1 stycznia 1925 roku w powiecie łódzkim w woj. łódzkim z obszaru zniesionych gmin Górki i (w większości) Żeromin:
- z gminy Górki:
  - Bądzyń (wieś), Dylew (wieś), Górki Duże (wieś), Górki Małe (wieś i folwark), Szczukwin (wieś i leśnictwo), Tążewo (wieś i kolonia), Tuszynek Poduchowny (wieś), Wacławów (wieś), Władysławów (wieś), Wola Kazubowa (wieś i kolonia) i Wola Polska (wieś);
- z gminy Żeromin:
  - Aleksandrówek (wieś), Garbów (wieś), Garbówek (wieś), Głuchów (wieś), Gołygów (wieś), Gołygów I (folwark), Gołygów II (folwark), Grabina Wola (wieś i folwark), Józefów (folwark), Królewska Wola (wieś), Kruszów (wieś i folwark), Tuszynek (folwark), Tuszynek (wieś), Wodzyn (wieś), Wodzyn Majoracki (wieś), Wodzyn-Okupniki (wieś), Wodzyn Prywatny (wieś), Wodzynek Szlachecki (wieś), Żeromin (wieś i folwark) i Żeromińska Ruta (wieś)[5].

W 1927 roku wójtem gminy był Wacław Gogolewski, w 1928 roku został odznaczony Brązowym Krzyżem Zasługi za „zasługi w pracy społecznej”.
Podczas II wojny światowej włączona do III Rzeszy i przekształcona w Amtsbezirk Tuschin (gminę Tuszyn). Przebiegała tu granica z Generalnym Gubernatorstwem.
Po wojnie gmina zachowała przynależność administracyjną. Według stanu z 1 lipca 1952 roku gmina składała się z 16 gromad: Dylew, Garbów, Głuchów, Górki Duże, Górki Małe, Grabina Wola, Kruszów, Szczukwin, Tążewy, Tuszynek Majoracki, Tuszynek Poduchowny, Wodzin Majoracki, Wodzin Prywatny, Wodzinek, Wola Kazubowa i Żeromin.
Jednostka została zniesiona 29 września 1954 roku wraz z reformą wprowadzającą gromady w miejsce gmin.
Po reaktywowaniu gmin z dniem 1 stycznia 1973 roku gminy Kruszów nie przywrócono, utworzono natomiast jej terytorialny odpowiednik, gminę Tuszyn w tymże powiecie i województwie; јedynie Grabina Wola znajduje się obecnie w gminie Czarnocin